# Тойбиш, Лейбл
Лейбл Тойбиш (Арье-Лейб, также Тойбеш, Тойбш и Тобиаш; идиш לײבל טױביש‎‎; 10 марта 1863, Бендеры, Бессарабская губерния — 27 мая 1933, Вена, Австрия) — еврейский публицист и лексикограф. Писал на идише и на иврите.

## Биография
Родился в бессарабском городке Бендеры в известной раввинской семье. Отец — Ицхок-Сухер Тойбиш (1833—1911), раввин в Отынии и Бендерах; мать — Вита Лейб, из раввинского рода в Судилкове, Бердичеве и Коростышеве. Дед, Янкев Тойбиш (1812—1890), был раввином Жидачова и Ясс; прадед и его брат — ясские раввины и законоучители Арн-Мойше Тойбиш (1787—1852) и Шмил-Шмелке Тойбиш (1808—1895, автор книг «Хайей Олам», «Милхомос haШем» и «Мицвос haЛице»).
Получил традиционное еврейское религиозное образование. Публиковаться начал в 1880-е годы одновременно на идише и иврите. Будучи сторонником палестинофильского (и позже сионистского) движения, также боролся за развитие литературы и периодики на идише. В 1890 году основал газету «Ди юдише фолксцайтунг» (Еврейская народная газета, Коломыя) — первую еврейскую газету в Галиции. Затем там же, в Коломые, газету «Фолксфрайнд», публикацию которой впоследствии возобновил в Черновицах.
В 1891 году стал инициатором первой еврейской национальной конференции в Галиции и с 1896 года под её эгидой начал издавать газету «ха-Ам». Один из организаторов (и вице-президент) черновицкой конференции 1908 года (вместе с И. Л. Перецем и Хаимом Житловским) — первой конференции, объявившей идиш одним из национальных языков еврейского народа. В Черновицах на протяжении трёх лет выпускал газету «Юдишес вохенблат» (Еврейский еженедельник), объединившую еврейских литераторов Галиции и Буковины (тогда в составе Австро-Венгерской империи).
Перевёл на идиш книгу Теодора Герцля «Der Judenstaat». С началом Первой мировой войны переехал в Вену. В 1922 году вышел юбилейный сборник «Зихройнес» (воспоминания), включивший его автобиографические заметки и другие материалы. В 1924 году посетил с лекциями США. В 1928 году опубликовал книгу «Талмудише элементн инэм идишн шприхворт» (Талмудические элементы в еврейской пословице), с большим приложением крылатых слов и выражений из Талмуда. Вместе с Хаимом Блохом редактировал выходившую два раза в год на немецком языке антологию «Jüdisches Jahrbuch für Oesterreich».

## Семья
- Сын — еврейский поэт и писатель Янкев-Шмуэл Тойбиш (1898—1975), жил в Вене, Париже, в послевоенные годы — в Нью-Йорке[6].
  - Внук — Лео Таубес (англ. Leo Taubes, род. 1934), профессор английской литературы Иешива-университета.
- Два других сына — Давид и Исраэль, израильские адвокаты. Внук (сын последнего) — израильский историк Уриэль Таль[нем.] (1929—1984), профессор еврейской истории Тель-Авивского университета.